# Керси (графство)
Графство Керси (фр. Comté de Quersy) — феодальное владение на юге Франции со столицей в городе Каор.

## История
Ранняя история графства Керси неизвестна. Оно было основано в 849 году Карлом Лысым, королём Западно-Франкского королевства. Графство было предоставлено Раймунду, впоследствии ставшему графом Тулузы.

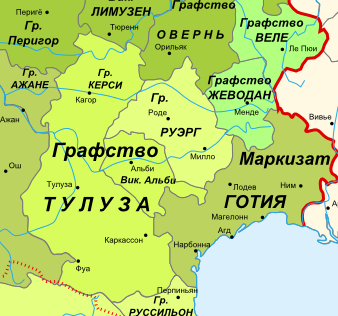
Графство Керси и близлежащие владения (1030 год)

Последующая история графства остается неясной. Предполагается, что графство было передано младшему сыну Раймунда Эду, а затем сыну Эда Раймунду II, но основные источники, которые это подтверждают, пока что не определены. Эрменгол, вероятно, был младшим сыном Эда Тулузского и в 906 году получил графства Руэрг и Керси, хотя соответствующий первичный источник до сих пор не идентифицирован.
Скорее всего, через некоторое время, в 940-е, графство было передано Гуго, младшему сыну графа Эрменгола Руэргского, тогда как Руэрг остался за старшим сыном Эда Раймундом II. Возможно, Раймунд II также использовал титул графа Керси.
Наследниками Раймунда II являлись Раймунд III, Гуго и Берта, которые также могли использовать титул графа Керси. В последней части X века, после смерти Берты, последней графини Руэрга в 1063/1066 графство Керси было присоединено к графству Тулуза, где в то время правил Гильом IV. Вполне возможно, что предыдущие графы Тулузы до Гильома IV также носили титул графа Керси. Точное доказательство объединения двух графств не установлено.

## Список графов Керси
- 849—865: Раймунд I, граф Керси (849—865), граф Руэрга (849—865), граф Тулузы (852—865), граф Лиможа, (841—863), граф Альби (852—863)
- 872—898: Эд, граф Керси (886—898), граф Руэрга (870—898), граф Тулузы (886—918), маркиз Готии (918—918)
- 898—906: Раймунд, граф Керси (898—906), граф Тулузы (906 — ок. 923), граф Руэрга (898—906), граф Альби (918 — ок. 923), граф Нима (918 — ок. 923), маркиз Готии (918 — ок. 923)
- 906 — ок. 935: Эрменгол (ум. ок. 935), граф Керси (906—935), граф Руэрга (906—935), граф Альби и Нима (923—935)
- ок. 935 — ок. 972: Гуго, граф Керси (ок. 935 — ок. 972)
- ок. 935—961: Раймунд II, граф Керси (ок. 935—961), граф Руэрга (935—961), маркиз Готии в ок. (935—961), герцог Аквитании и граф Оверни (ок. 935—955).
- 961 — ок. 1010: Раймунд III, граф Керси (974 — ок. 1008), граф Руэрга (961 — ок. 1008), маркиз Готии (975 — ок. 1008)
- 1010—1053: Гуго, граф Керси, граф Руэрга, маркиз Готии (1010—1053)
- 1053—1063/1066: Берта, графиня Керси, графиня Руэрга, маркиза Готии (1053—1066); супруг — Роберт, виконт Оверни (1059—1096)

Около 1066 года графство Керси объединилось с графством Тулуза.